# Jonas Smulders

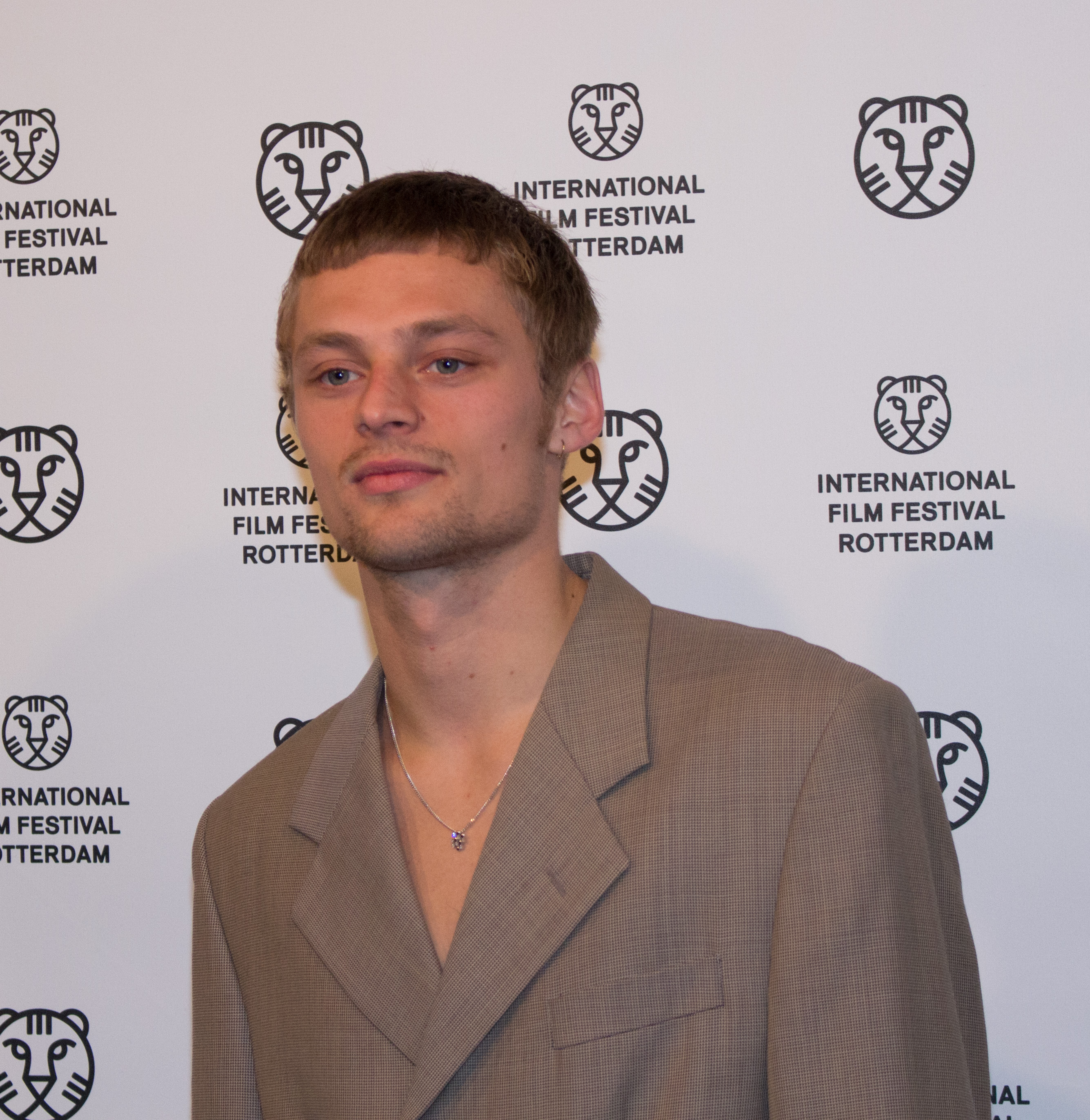
Jonas Smulders (2020)

Jonas Smulders (* 15. Januar 1994 in Amsterdam) ist ein niederländischer Filmschauspieler.

## Leben
Der 1994 in Amsterdam geborene Jonas Smulders spielte mit 17 Jahren eine kleine Rolle in Stefano Odoardis One Night Stand und hatte seitdem eine Reihe von Engagements in niederländischen Produktionen. 2016 gab Smulders mit dem Kurzfilm Loose sein Debüt als Regisseur und Drehbuchautor. Seinen Kurzfilm Tex, den er im darauffolgenden Jahr vorstellte, produzierte er zudem. Im September 2017 begann er eine Ausbildung zum Regisseur an der Niederländischen Filmakademie. Im Rahmen der Berlinale 2020 feierte das Coming-of-Age-Drama Paradise Drifters von Mees Peijnenburg seine internationale Premiere, in dem er neben Tamar van Waning und Bilal Wahib einen von drei Jugendlichen spielt, die ohne Familie den Halt im Leben zu verlieren drohen. In den auf dem Roman Die Tatarenwüste von Dino Buzzati basierenden Filmdrama Luka von Jessica Woodworth, das im Januar 2023 beim Internationalen Film Festival Rotterdam seine Premiere feierte, ist Smulders in der Titelrolle als junger Soldat zu sehen, der in einem Fort auf Feinde wartet, die nie einzutreffen scheinen.
Im Rahmen der Berlinale 2018 wurde Smulders als European Shooting Star ausgezeichnet.

## Filmografie (Auswahl)
- 2013: Spangas (Fernsehserie, 7 Folgen)
- 2013: Het diner
- 2014: Jongens
- 2015: Ventoux
- 2015–16: Familie Kruys (Fernsehserie, 11 Folgen)
- 2016: Brasserie Valentijn
- 2017: Broers
- 2017: Silk Road – Könige des Darknets (Silk Road)
- seit 2017: Hollands Hoop (Fernsehserie, 10 Folgen)
- 2018: Niemand in de stad
- 2020: Paradise Drifters
- 2020: De Oost
- 2021: Forever Rich
- 2023: Luka
- 2023: Crypto Boy

## Auszeichnungen
Nederlands Film Festival
- 2020: Nominierung als Bester Schauspieler für das Goldene Kalb (Paradise Drifters)[4]

Off-Courts Trouville
- 2018: Nominierung als Bester Film – Europe & Francophonie (Tex)